# ديفيد والش (رجل أعمال)
ديفيد والش هو شخصية أعمال كندي، ولد في 11 أغسطس 1945 في مونتريال في كندا، وتوفي في 4 يونيو 1998 في ناساو في باهاماس بسبب أم الدم.